# Hermannplatz (stacja metra)
Hermannplatz – stacja metra w Berlinie na linii U7 i U8, w dzielnicy Neukölln, w okręgu administracyjnym Neukölln. Stacja została otwarta w 1926 roku.